# Tàu đệm từ Thượng Hải
Tàu đệm từ Thượng Hải (tiếng Trung: 上海磁浮示范运营) là tuyến tàu đệm từ (maglev) hoạt động tại Thượng Hải. Đây là đường bay từ trường được vận hành thương mại thứ ba trong lịch sử, sau British Mag Maglev và M-Bahn của Đức, và tàu đệm từ tốc độ cao thương mại đầu tiên.
Hệ thống tàu được xây  dựng bởi công ty kết hợp Max Bögl, Siemens AG, ThyssenKrupp Transrapid GmbH và Transrapid International GmbH & Co. KG theo công nghệ Transrapid từ năm 2001, chạy thử với sự có mặt của Thủ tướng Chu Dung Cơ và Thủ tướng Liên bang Đức Gerhard Schröder  vào ngày 31 tháng 12 năm 2002  và bắt đầu vận hành thương mại chính thức từ tháng 12 năm 2003. Đây là chiếc maglev thương mại lâu đời nhất vẫn còn hoạt động và chiếc maglev tốc độ cao thương mại đầu tiên có tốc độ 431 km/h (268 mph). Đây là tàu điện cao tốc thương mại nhanh nhất thế giới.
Tuyến tàu kết nối Sân bay quốc tế Phố Đông Thượng Hải và Ga đường Longyang (ở ngoại ô trung tâm Phố Đông), nơi hành khách có thể trao đổi với Tàu điện ngầm Thượng Hải để tiếp tục chuyến đi đến trung tâm thành phố. Tuyến không phải là một phần của mạng lưới tàu điện ngầm Thượng Hải, hãng khai thác dịch vụ riêng đến Sân bay Pudong từ trung tâm Thượng Hải và Ga Longyang Road. Nó tốn 1,2 tỷ đô la để xây dựng. Cán cân thanh toán của dòng đã thâm hụt rất lớn kể từ khi mở.
Từ năm 2004 đến 2006, Công ty TNHH Phát triển Giao thông Vận tải Maglev Thượng Hải, công ty điều hành tuyến, đã thua lỗ hơn một tỷ RMB. Sự thiếu lợi nhuận của dòng xuất phát từ việc xây dựng vì lý do chính trị như một dự án thử nghiệm cho tương lai của cơ sở hạ tầng đường sắt của Trung Quốc, chứ không phải là một giải pháp thị trường khả thi cho nhu cầu của hành khách.